# Ордов
Ордов (укр. Ордів) — село в Радеховской городской общине Шептицкого района Львовской области Украины.
Население по переписи 2001 года составляло 216 человек. Занимает площадь 0,55 км². Почтовый индекс — 80210. Телефонный код — 3255.

## Персоналии
- Свистун, Николай (1912—1944) — украинский повстанец, майор УПА, начальник штаба УПА-Юг.